# 第四代諾福克公爵托馬斯·霍華德
第四代諾福克公爵托馬斯·霍華德（英語：Thomas Howard, 4th Duke of Norfolk，1536年3月10日—1572年6月2日），是一位英格蘭貴族，薩里伯爵亨利·霍華德之子。他的祖父是在亨利八世在位期間擔任庫務大臣的第三代公爵托馬斯·霍華德。

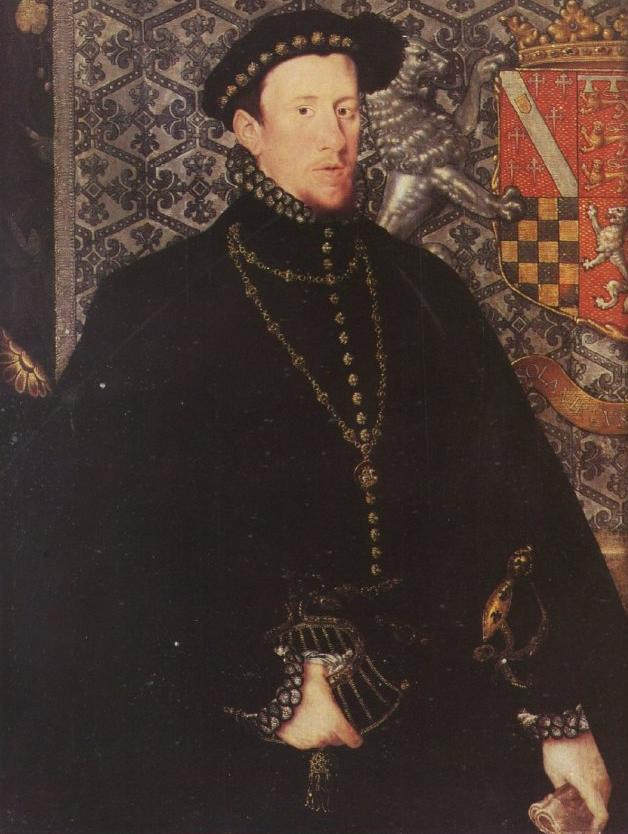

托馬斯·霍華德參與了1569年由他姊夫第六代威斯特摩蘭伯爵查爾斯·內維爾領導的北方起義，盤算解救蘇格蘭女王瑪麗一世並與其結婚。起義失敗後他被審問，最終被釋放。不久後他與羅貝托·里多爾菲共同策劃里多爾菲陰謀，事件敗露後被處決。

## 家庭
1555年，托馬斯·霍華德和瑪麗·斐茲艾倫結婚，兩人的獨子菲利普·霍華德於1557年出生，是第十三代阿倫德爾伯爵。
1559年，托馬斯·霍華德與瑪格麗特·奧德利結婚，兩人共有2子1女：
1. 托馬斯（英语：Thomas Howard, 1st Earl of Suffolk）（1561年—1626年），第一代薩福克伯爵
2. 瑪格麗特（英语：Lady Margaret Sackville (1562–1591)）（1562年—1591年）
3. 威廉（英语：Lord William Howard）（1563年—1640年）

1. ↑  Edwards, Francis. . Hart-Davis. 1968. ISBN 0-246-64474-5.